# Raffaele Garofalo
Raffaele Garofalo (Nápoles, 18 de Novembro de 1851 — Nápoles, 18 de Abril de 1934) foi um magistrado, jurista e criminólogo italiano, um dos mais importantes da escola criminal positiva (Scuola criminale positiva). Foi feito senador do Reino de Itália no ano de 1909.